# Marco Angulo
Marco Antonio Angulo Solórzano (Esmeraldas, 8 maggio 2002 – Quito, 11 novembre 2024) è stato un calciatore ecuadoriano, di ruolo centrocampista.

## Biografia
Il 7 ottobre 2024 è rimasto vittima in un incidente stradale a Quito che ha coinvolto diverse persone. Dopo 35 giorni di ricovero in ospedale, l'11 novembre, muore a seguito delle gravi ferite riportate, all'età di 22 anni.

## Carriera

### Club
Cresciuto nelle giovanili dell'Independiente del Valle, il 31 ottobre 2021 esordisce nel campionato ecuadoriano alla 12ª giornata di campionato, subentrando al 71º minuto nel match vinto dalla propria squadra contro l'Olmedo. Nel corso della stagione successiva viene utilizzato maggiormente e a fine stagione collezione in tutto 35 presenze e due reti tra campionato e coppe.
Il 21 dicembre 2022 viene acquistato dal club statunitense del FC Cincinnati. Il 5 marzo 2023 esordisce con la squadra statunitense, venendo messo in campo nell’ultimo minuto disponibile contro l'Orlando City. Impiegato spesso nell'arco della stagione, a fine annata ha collezionato 33 presenze tra campionato e coppe.
Il 21 marzo 2024 viene girato in prestito all'LDU Quito. Con il club colombiano ha disputato 20 partite tra marzo e ottobre, disputando anche sette partite in campo internazionale di cui cinque in Coppa Libertadores e due in Coppa Sudamericana.

### Nazionale
Viene convocato dall'Ecuador con cui esordisce il 12 novembre 2022; difatti subentra a partita in corso nell'amichevole giocatasi contro l'Iraq. Successivamente, ha disputato altre due amichevoli - una nel 2023 ed un'altra nel 2024 - entrando in entrambe le occasioni a partita in corso.

## Statistiche

### Presenze e reti nei club
Statistiche aggiornate al 6 ottobre 2024.
| Stagione                       | Squadra                        | Campionato                     | Campionato | Campionato | Coppe nazionali | Coppe nazionali | Coppe nazionali | Coppe continentali | Coppe continentali | Coppe continentali | Altre coppe | Altre coppe | Altre coppe | Totale | Totale | Totale |
| Stagione                       | Squadra                        | Comp                           | Pres       | Reti       | Comp            | Pres            | Reti            | Comp               | Pres               | Reti               | Comp        | Pres        | Reti        | Pres   | Reti   |        |
| ------------------------------ | ------------------------------ | ------------------------------ | ---------- | ---------- | --------------- | --------------- | --------------- | ------------------ | ------------------ | ------------------ | ----------- | ----------- | ----------- | ------ | ------ | ------ |
| 2021                           | Independiente del Valle        | A                              | 1          | 0          |                 | -               | -               | -                  | -                  | -                  | -           | -           | -           | 1      | 0      |        |
| 2022                           | Independiente del Valle        | A                              | 23         | 1          | CE              | 9               | 1               | CL+CS              | 5+7                | 0+1                |             | -           | -           | 44     | 2      |        |
| Totale Independiente del Valle | Totale Independiente del Valle | Totale Independiente del Valle | 24         | 1          |                 | 9               | 1               |                    | 12                 | 1                  |             | -           | -           | 45     | 3      |        |
| 2023                           | FC Cincinnati                  | MLS                            | 26         | 0          | USOC            | 4               | 0               | -                  | -                  | -                  | LC          | 3           | 0           | 33     | 0      |        |
| 2024                           | LDU Quito                      | A                              | 11         | 0          | CE              | 2               | 0               | CL+CS              | 5+2                | 0                  | -           | -           | -           | 20     | 0      |        |
| Totale carriera                | Totale carriera                | Totale carriera                | 61         | 1          |                 | 14              | 1               |                    | 19                 | 1                  |             | 3           | 0           | 98     | 3      |        |

### Cronologia presenze e reti in nazionale
| Cronologia completa delle presenze e delle reti in nazionale ― Ecuador | Cronologia completa delle presenze e delle reti in nazionale ― Ecuador | Cronologia completa delle presenze e delle reti in nazionale ― Ecuador | Cronologia completa delle presenze e delle reti in nazionale ― Ecuador | Cronologia completa delle presenze e delle reti in nazionale ― Ecuador | Cronologia completa delle presenze e delle reti in nazionale ― Ecuador | Cronologia completa delle presenze e delle reti in nazionale ― Ecuador | Cronologia completa delle presenze e delle reti in nazionale ― Ecuador |
| Data                                                                   | Città                                                                  | In casa                                                                | Risultato                                                              | Ospiti                                                                 | Competizione                                                           | Reti                                                                   | Note                                                                   |
| ---------------------------------------------------------------------- | ---------------------------------------------------------------------- | ---------------------------------------------------------------------- | ---------------------------------------------------------------------- | ---------------------------------------------------------------------- | ---------------------------------------------------------------------- | ---------------------------------------------------------------------- | ---------------------------------------------------------------------- |
| 12-11-2022                                                             | Madrid                                                                 | Ecuador                                                                | 0 – 0                                                                  | Iraq                                                                   | Amichevole                                                             | -                                                                      | 45’                                                                    |
| 28-3-2023                                                              | Melbourne                                                              | Australia                                                              | 1 – 2                                                                  | Ecuador                                                                | Amichevole                                                             | -                                                                      | 66’                                                                    |
| 12-6-2024                                                              | Chester                                                                | Ecuador                                                                | 3 – 1                                                                  | Bolivia                                                                | Amichevole                                                             | -                                                                      | 71’                                                                    |
| Totale                                                                 |                                                                        | Presenze                                                               | 3                                                                      |                                                                        | Reti                                                                   | 0                                                                      |                                                                        |

## Palmarès

### Club

#### Competizioni nazionali
- Campionato ecuadoriano: 1

Independiente del Valle: 2021
- Copa Ecuador: 1

Independiente del Valle: 2022
- MLS Supporters' Shield: 1

FC Cincinnati: 2023

#### Competizioni internazionali
- Coppa Sudamericana: 1

Independiente del Valle: 2022